# Vita Edwardi Secundi
La Vita Edwardi Secundi est une chronique en latin écrite très probablement en 1325 par un historien anglais médiéval contemporain d'Édouard II. Elle couvre une période allant de 1307 jusqu'à une fin abrupte en 1325.
La plus ancienne version de la Vita est une copie faite par l'antiquaire Thomas Hearne en 1729, depuis un manuscrit prêté par James West. L'originale semble avoir été brûlée quelques années plus tard, ainsi que de nombreux autres documents appartenant à West. Le manuscrit provient de l'abbaye bénédictinne de Malmesbury, mais on ignore si la chronique y a été rédigée.
L'auteur de la chronique est inconnu mais des aspects de son caractère peuvent être déduits de son travail. On sait ainsi qu'il s'agit d'une personne hautement éduquée, de par son emploi de citations bibliques et ses références culturelles en ce qui concerne la loi civile de l'époque. Il est probable qu'il ait été d'un âge avancé, notamment à cause de sa mort apparente en 1325 et son désespoir face aux « jeunes d'aujourd'hui ». Un candidat populaire pour la paternité de la Vita serait le légiste du Herefordshire John Walwayn, qui a également été clerc du comte de Hereford. La théorie la plus récente concernant la date de rédaction de la chronique a été proposée par le professeur Chris Given-Wilson, qui pense que la Vita a été écrite par intermittence pendant le règne d'Édouard II. Il cite pour preuve le manque apparent de connaissances futures montré par l'auteur à différentes étapes de son travail.